# Test.de
Das Portal test.de ist der Internetauftritt der deutschen Stiftung Warentest. Unter test.de sind alle seit dem Jahr 2000 in den Zeitschriften Stiftung Warentest (früher test) und Stiftung Warentest Finanzen (früher Finanztest) erschienenen Tests und Artikel abrufbar. Sämtliche Inhalte sind interaktiv aufbereitet: Die Benutzer können Daten ein- und ausblenden und sortieren. Dazu gibt es tagesaktuelle Nachrichten, umfangreiche Test-Datenbanken, Themenschwerpunkte, Schnelltests von Discounterwaren sowie Videodateien.
test.de ist wie alle Publikationen der Stiftung Warentest werbefrei. Das Portal gilt im deutschsprachigen Web als Pionier von Paid-Content-Inhalten. Kostenpflichtige Inhalte generierten 2021 einen Umsatz von rund 7,029 Millionen Euro. Das Portal verzeichnete 2021 insgesamt 99 Millionen Besucher.

## Organisation
Die redaktionelle Arbeit leisten in der Stiftung Warentest seit Mitte 2011 sechs Thementeams aus Wissenschaftlern und Journalisten. Die Teams liefern Inhalte sowohl für die Zeitschriften test und Finanztest als auch für die Webseite test.de. 

## Geschichte

### Seit 1997: Vertriebsweg für Printprodukte
Die Stiftung Warentest hat seit dem 1. November 1997 einen Internet-Auftritt. Zunächst war die Seite über www.warentest.de erreichbar und nannte sich Stiftung Warentest Online. Anfänglich wurde die Internetseite vor allem als Online-Shop für die gedruckten Zeitschriften und Bücher der Stiftung genutzt.

### Seit 2000: Paid Content
Im Juli 2000 führte Stiftung Warentest Online die zwei Micropayment-Systeme net-900 und infin ein, im November 2000 Firstgate. Das Portal wurde damit zum Vorreiter kostenpflichtiger Inhalte im Internet. Zunächst konnten Nutzer Infodokumente als PDF herunterladen, die die Stiftung Warentest zuvor ausschließlich im Faxabruf unter 0190er-Nummern angeboten hatte. Im Juni 2001 gingen dann sämtliche Inhalte aus den Zeitschriften test und Finanztest 1:1 online – rückwirkend bis Januar 2000. Seit diesem Komplett-Relaunch ist es für Nutzer möglich, die Testtabellen der Stiftung Warentest online interaktiv zu bedienen. Sie können zum Beispiel selbst wählen, wie stark die einzelnen Prüfpunkte in das  Qualitätsurteil eingehen sollen und erhalten so individuelle Rankings. Auch die Domain änderte sich 2001: aus www.warentest.de wurde www.stiftung-warentest.de.
Im September 2002 erschienen die ersten so genannten Schnelltests auf Stiftung Warentest Online. Dazu wird Discounterware von Aldi, Lidl, Plus und Co morgens eingekauft, im Prüfinstitut getestet und die Testergebnisse oft noch am gleichen Abend auf test.de veröffentlicht. Erstmals erschienen damit Tests auf der Internetseite, bevor sie in den Print-Publikationen test oder Finanztest zu lesen waren. Im November 2004 wurden das Content-Management-System, die Datenbanken und die Webserverarchitektur umgestellt. Außerdem wurden Spartickets eingeführt, eine Art rabattiertes Prepaid-Guthaben sowie Jahrestickets, die Vorläufer der späteren Flatrates.

### 2007/2008: Redesign und eigene Marke
Am 12. September 2007 startete eine komplett neu gestaltete Seite. Der Name lautete fortan test.de. Die Website wirkte nun aufgeräumter, das Schriftbild ausgewogener und insgesamt lesefreundlicher. Das Layout wurde  dann am 24. April 2008 im Sinne des zu diesem Zeitpunkt neu eingeführten Corporate Designs der Stiftung Warentest noch einmal verändert: Seit diesem Tag hat test.de sein eigenes oranges Logo und wurde damit zur gleichberechtigten Produktmarke neben test und Finanztest.
Mit dem neuen Layout wurden auch neue Angebote eingeführt: die so genannten Produktfinder. Dabei handelt es sich um Datenbanken von Produkten, die nicht auf Artikeln in den Zeitschriften test und Finanztest basieren. Der Nutzer findet in diesen Produktfinder-Datenbanken beispielsweise Testergebnisse zu Hunderten von Aktienfonds, Digitalkameras oder Fernsehern. Er kann die getesteten Geräte nach seinen Wünschen sortieren und filtern und findet so das für ihn passende Produkt.

### Gegenwart und Zukunft
Im April 2012 nahm test.de erneut einen Relaunch vor. Dominierend auf der Homepage ist nun ein Katalog mit Direktlinks zu den wichtigsten Themen. Über 300 Themenseiten bündeln alle Inhalte zu einem Themenkreis, die Navigation wurde vereinfacht und die Suche optimiert.
Die Plattform test.de soll in Zukunft zudem eine immer größere Rolle spielen.
Der Vorstand der Stiftung Warentest, Hubertus Primus, sagte im Interview mit dem Deutschlandfunk: „Wir sind im digitalen Zeitalter, wir müssen viel stärker unsere Ergebnisse noch über das Internet an den Mann bringen, wir müssen uns den Verbrauchergewohnheiten anpassen, sowohl was die Verbreitung unserer Information angeht, als auch natürlich in dem, was wir testen.“

## Social Media
Seit 2009 hat die Stiftung Warentest einen eigenen YouTube-Kanal, eine Twitter-Seite, seit 2010 eine Facebook-Seite und seit 2017 einen Kanal auf Instagram. Seit 2021 gibt es neben @stiftungwarentest den Zweitkanal @finanztest auf Instagram. 
Nutzer können Artikel seit Oktober 2010 auf test.de als „hilfreich“ markieren und jeden Artikel kommentieren.

## Kostenpflichtige Inhalte
Viele Tests sind nur im kostenpflichtigen Bereich und in einer interaktiv aufbereiteten Form verfügbar, Nutzer können dort einen „individuellen Testsieger“ ermitteln.

### Bezahlmodelle
Der Abruf von Detailergebnissen in Einzelabrechnung kostet 3,50 Euro. Umfangreiche Produktdatenbanken kosten 5 Euro. Die Alternative zum Bezahlen einzelner Artikel ist die im Juni 2009 eingeführte Flatrate. Es gibt eine Jahres- und eine Monatsflatrate für den vollen Zugriff auf alle Inhalte. Die Jahresflat kostet 59,90 Euro, Abonnenten von test oder Finanztest zahlen 29,95 Euro. Die Monatsflat kostet 8,90 Euro im Monat, Abonnenten von test oder Finanztest zahlen 4,45 Euro. Auch damit bekommt der Nutzer Zugriff auf alle Tests, Infodokumente und Test-Datenbanken. Wer beide Zeitschriften abonniert hat, bekommt sowohl die Jahres- als auch die Monats-Flatrate kostenlos. Nutzer können die Flatrate per Bankeinzug, Kreditkarte oder PayPal bezahlen. Ende 2021 hatten insgesamt 145.734 Nutzer (Vorjahr: 133.875) eine Flatrate geordert, davon waren 83.744 (75.148) kostenpflichtig.

### Zahlungsabwicklung
Die Stiftung Warentest gehörte bei den meisten von ihr eingesetzten Micropayment-Systemen jeweils zu den Pilotkunden. In den Anfangsjahren bei Firstgate, seit Februar 2010 auch beim Bezahlen per Handy. Dazu ist keine Registrierung nötig, lediglich die Handynummer muss bei der Bestellung auf test.de eingegeben werden. Dann erhält der Nutzer eine SMS mit einer Transaktionsnummer (TAN) zugeschickt, die er dann online eingeben muss. Abgerechnet wird über die Handyrechnung. Außerdem können Online-Inhalte aktuell per PayPal und Kreditkarte bezahlt werden, Printpublikationen auch per Rechnung und Lastschrift.

### Umsatz
| Jahr | Mio. € |
| ---- | ------ |
| 2000 | 0,024  |
| 2001 | 0,175  |
| 2002 | 0,547  |
| 2003 | 0,965  |
| 2004 | 1,172  |
| 2005 | 1,477  |
| 2006 | 1,687  |
| 2007 | 1,600  |
| 2008 | 1,545  |
| 2009 | 1,753  |

| Jahr | Mio. € |
| ---- | ------ |
| 2010 | 2,031  |
| 2011 | 2,191  |
| 2012 | 2,676  |
| 2013 | 3,363  |
| 2014 | 3,643  |
| 2015 | 3,620  |
| 2016 | 3,944  |
| 2017 | 4,315  |
| 2018 | 4,420  |
| 2019 | 5,119  |

| Jahr | Mio. € |
| ---- | ------ |
| 2020 | 6,346  |
| 2021 | 7,029  |